# Movimento per il Cambiamento (Grecia)
Il PASOK - Movimento per il Cambiamento  (in greco ΠΑΣΟΚ – Κίνημα Αλλαγής?, PASOK – Kínima Allagís, ΚΙΝΑΛ) è una coalizione di partiti politici greci di centro-sinistra fondata nel marzo 2018. Ad essa hanno aderito:
- il Movimento Socialista Panellenico (PASOK);
- Sinistra Democratica (DIMAR), che il 20 gennaio 2019 ha abbandonato la coalizione per stringere un accordo con SYRIZA;
- To Potami, ha lasciato l'alleanza il 2 luglio 2018;
- il Movimento dei Socialisti Democratici (KIDISO).

In occasione delle elezioni parlamentari del settembre 2015, PASOK e DIMAR avevano promosso la costituzione della lista Schieramento Democratico (in greco Δημοκρατική Συμπαράταξη – ΔΗΣΥ?, Dīmokratikī Symparataxī – DISI), che aveva conseguito il 6,29% dei voti e 17 seggi, mentre To Potami, presentatosi autonomamente, aveva ottenuto il 4,09% dei voti e 11 seggi; infine, il partito dell'ex primo ministro George Papandreou non aveva preso parte alle elezioni per ragioni finanziarie.
Alle elezioni europee del 2019, la coalizione ha ottenuto 436 735 voti, pari al 7,72% riuscendo a eleggere 2 europarlamentari.
Dal 9 maggio 2022 il partito da KINAL ha cambiato nome in PASOK-KINAL, adottando il logo del PASOK, ovvero il sole verde.

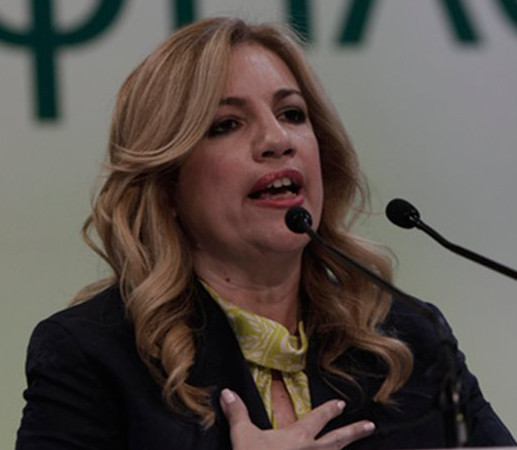
Fofi Gennimata, presidente del Movimento per il Cambiamento dal 2015 al 2021